# Stortorgsbrunnen

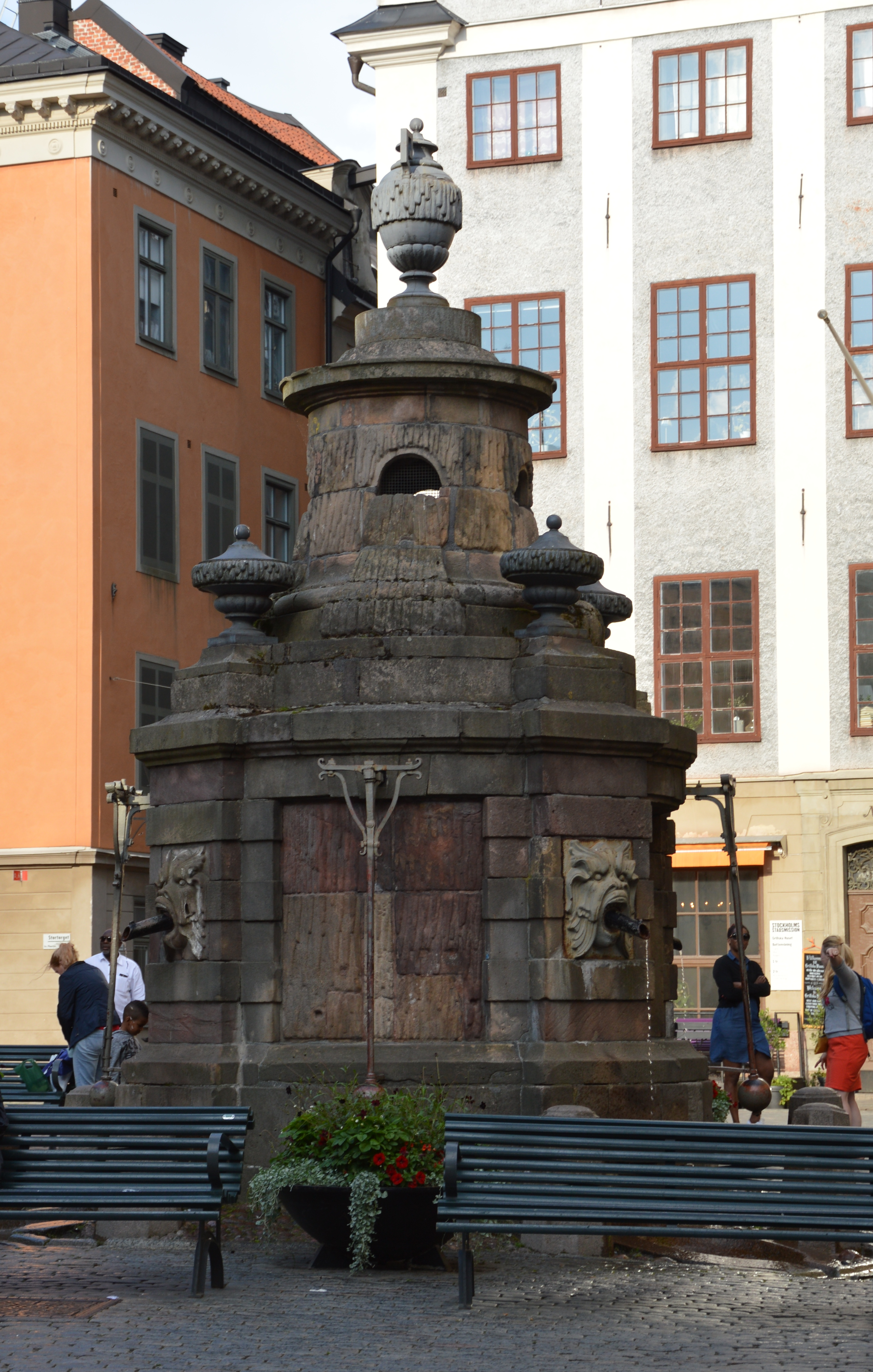
Brunnen auf dem Stortorget

Der Stortorgsbrunnen ist eine Brunnenanlage in der historischen Altstadt Stockholms Gamla Stan.
Er befindet sich im südlichen Teil des Stortorgets, des großen Platzes im nördlichen Teil der Altstadt.
Der Brunnen wurde im Jahr 1778 von Erik Palmstedt errichtet. Er diente zur Wasserversorgung der Bevölkerung und hat auf jeder der vier Seiten des Brunnenhauses einen schmiedeeisernen Schwengel sowie ein als Löwenkopf gestaltetes Mundloch, aus dem das Wasser austritt. Bekrönt wird das Brunnenhaus von einer Urne.